# 艾哈迈德·贾尔巴
艾哈迈德·阿西·贾尔巴（阿拉伯语：‎；1969年9月15日—），年生于叙利亚卡米什利的一个部落家庭，曾是一名政治犯和政治人物。他拥有法学学位，他是有巨大影响力的部落——Shammar（分布于叙利亚、伊拉克和沙特阿拉伯）的领导人之一。
他于2013年7月6日当选为叙利亚反对派最大组织——全国联盟主席。这次选举会议举行了三天，他是在第二轮投票中胜出的，他获得55票支持，比主要竞争对手 Mustafa Sabbagh（受到卡塔尔支持）多3票。而他本人则获得沙特阿拉伯的支持。